# James Musa
James Musa (Plymouth, Inglaterra, 1 de abril de 1992) es un futbolista inglés nacionalizado neozelandés. Juega como defensor o mediocampista en el Indy Eleven de la USL Championship estadounidense.

## Trayectoria
Debutó en 2010 en el Wellington Phoenix. En 2011 tuvo un corto paso por el Waitakere City FC para no perder rodaje de cara a la Copa Mundial Sub-20 de 2011 y entre 2011 y 2012 fue parte del elenco del Team Wellington que fue subcampeón de la ASB Premiership y campeón de la White Ribbon Cup.
En 2012 fue contratado por el Fulham para ser puesto a prueba por 5 meses. Luego de varias apariciones en el elenco Sub-21 del equipo por ese entonces de la Premier League inglesa, Musa fue dado a préstamo al Hereford United a principios de 2013. Al final de la temporada 2012/13 la dirigencia le rescindió el contrato, por lo que firmó con el Team Wellington. En la liga neozelandesa el equipo alcanzó la final, que perdería ante el Auckland City, pero consiguiendo su primera clasificación a la Liga de Campeones de la OFC. Finalizada la temporada, se incorporó al South Melbourne en marzo de 2014. Fue cedido a préstamo al elenco de Wellington previo al comienzo de la ASB Premiership 2014-15 hasta principios de 2015.
Al regresar al South Melbourne, viajó a los Estados Unidos para incorporarse al Saint Louis. Durante el receso de invierno 2015-2016 (verano en Nueva Zelanda), jugó en el Team Wellington; para posteriormente volver al club estadounidense. En 2016 pasó al Swope Park Rangers y a mediados de 2017 fue contratado por el Sporting Kansas City de la Major League Soccer. Durante la temporada solo disputó un encuentro por lo que en 2018 regresó a la USL al firmar con el Phoenix Rising.
El 17 de enero de 2020, Musa fichó por el Minnesota United de la MLS. Dejó el club al término de la temporada 2020.

### Clubes
| Club                         | País           | Año           |
| ---------------------------- | -------------- | ------------- |
| Wellington Phoenix           | Nueva Zelanda  | 2010-2011     |
| Waitakere City               | Nueva Zelanda  | 2011          |
| Team Wellington              | Nueva Zelanda  | 2011-2012     |
| Fulham                       | Inglaterra     | 2012-2013     |
| Hereford United (a préstamo) | Inglaterra     | 2013          |
| Team Wellington              | Nueva Zelanda  | 2013-2014     |
| South Melbourne              | Australia      | 2014-2015     |
| Team Wellington (a préstamo) | Nueva Zelanda  | 2014-2015     |
| Saint Louis                  | Estados Unidos | 2015          |
| Team Wellington              | Nueva Zelanda  | 2015-2016     |
| Saint Louis                  | Estados Unidos | 201 6         |
| Swope Park Rangers           | Estados Unidos | 2016-201 07   |
| Sporting Kansas City         | Estados Unidos | 2017          |
| Phoenix Rising               | Estados Unidos | 2018-2019     |
| Minnesota United             | Estados Unidos | 2020          |
| Phoenix Rising               | Estados Unidos | 2021-2022     |
| Colorado Springs Switchbacks | Estados Unidos | 2023-2024     |
| Indy Eleven                  | Estados Unidos | 2024-presente |

### Selección nacional
Con la selección neozelandesa sub-20 ganó el Campeonato de la OFC 2011 y jugó los tres partidos de la Copa Mundial 2011; mientras que con el elenco sub-23 se proclamó campeón del Torneo Preolímpico de la OFC 2012 y disputó dos encuentros en los Juegos Olímpicos de Londres 2012.
Debutó en el seleccionado mayor el 30 de mayo de 2014 en un amistoso ante Sudáfrica que finalizó en empate 0-0.

#### Partidos y goles internacionales
| Partidos y goles internacionales | Partidos y goles internacionales | Partidos y goles internacionales | Partidos y goles internacionales | Partidos y goles internacionales | Partidos y goles internacionales           | Partidos y goles internacionales |
| #                                | Fecha                            | Estadio                          | Rival                            | Resultado                        | Competición                                | Gol(es)                          |
| 2014                             | 2014                             | 2014                             | 2014                             | 2014                             | 2014                                       | 2014                             |
| -------------------------------- | -------------------------------- | -------------------------------- | -------------------------------- | -------------------------------- | ------------------------------------------ | -------------------------------- |
| 1                                | 30 de mayo                       | Mount Smart Stadium, Auckland    | Sudáfrica                        | 0 – 0                            | Amistoso                                   |                                  |
| 2017                             |                                  |                                  |                                  |                                  |                                            |                                  |
| 2                                | 1 de septiembre                  | Estadio North Harbour, Auckland  | Islas Salomón                    | 6 – 1                            | Clasificación para la Copa Mundial de 2018 |                                  |
| 3                                | 5 de septiembre                  | Estadio Lawson Tama, Honiara     | Islas Salomón                    | 2 – 2                            | Clasificación para la Copa Mundial de 2018 |                                  |

## Palmarés
| Título                | Club             | País          | Año     |
| --------------------- | ---------------- | ------------- | ------- |
| Campeonato Sub-20 OFC | Selección Sub-20 | Nueva Zelanda | 2011    |
| Preolímpico de la OFC | Selección Sub-23 | Nueva Zelanda | 2012    |
| White Ribbon Cup      | Team Wellington  | Nueva Zelanda | 2011-12 |
| Charity Cup           | Team Wellington  | Nueva Zelanda | 2014    |